# 言語ナショナリズム
言語ナショナリズム（げんごナショナリズム）とは、ナショナリズムの一種で、国民のアイデンティティーとして特に言語を重視するものを指す。

## 概要
近代ナショナリズムの発祥であるヨーロッパでは言語の相違が国民の固有性と独自性の指標の一つとしてどこでもクローズアップされた。
植民地支配を受けたアジア諸国のうち、独自の言語がある程度の発展をとげていた地域では、独立運動の一環として言語の規範化と語彙の拡張、教育による普及が展開され、独立後は宗主国の言語に代えて、あるいはそれと並行して独自の言語を国語または公用語とした。このような独自言語の整備に当たっては、特定の外国語からの影響を排除するために借用語の固有語への置き換えや、翻訳借用による造語が図られ、言語純化運動が展開されることがあった。
近年では、話者数の少ない危機言語がその使用領域の拡張と話者数の増加をめざして展開する「言語権」運動があり、政治的独立を必ずしも志向しない点ではナショナリズムとは同一視できないものの、思想的背景や言語政策上の施策には共通する部分もある。